# Trnava (Novi Pazar)
Pour les articles homonymes, voir Trnava (homonymie).
Trnava (en serbe cyrillique : Трнава) est un village de Serbie situé sur le territoire de la ville de Novi Pazar, district de Raška. Au recensement de 2011, il comptait 879 habitants.

## Démographie

### Évolution historique de la population
| 1948 | 1953 | 1961 | 1971 | 1981 | 1991 | 2002 | 2011 |
| ---- | ---- | ---- | ---- | ---- | ---- | ---- | ---- |
| 587  | 669  | 789  | 758  | 771  | 834  | 694  | 879  |

|  |